# Herbert Pitman
Herbert John Pitman, detto Bert (Sutton Montis, 20 novembre 1877 – Pitcombe, 7 dicembre 1961), è stato un marinaio britannico.
Ricoprì il grado di terzo ufficiale di coperta a bordo del Titanic e fu l'unico fra gli ufficiali non appartenente ai membri della Royal Naval Reserve.

## Biografia

### Primi anni e carriera
Herbert Pitman nacque nel villaggio di Sutton Montis, vicino a Castle Cary, nel Somerset, in Inghilterra. Era il figlio del contadino Henry Pitman e di Sarah Marchant Pitman, proprietari di 112 acri (0,45 km²) di terreno della loro fattoria. Dopo la morte del padre, avvenuta nel 1880, Sarah si risposò con un tale Candy Charles.
Pitman si affacciò alla vita marittima fin dal 1895, all'età di 18 anni, lavorando inizialmente nella marina mercantile. Ricevette la formazione nautica nel dipartimento di Merchant Venturers' Technical College, sotto Mr. E. F. White. Prestò servizio, per quattro anni di apprendistato, nella James Nourse Ltd., seguiti da cinque anni di lavoro come ufficiale di coperta. Dal 1904, fece un anno come ufficiale di coperta con la Blue Anchor Line prima di passare alla Shire Line, dove lavorò per sei mesi. Si qualificò come capitano di lungo corso nel mese di agosto del 1906, per poi trasferirsi a lavorare con la White Star Line. Alla White Star, servì con le qualifiche di quarto, terzo e secondo ufficiale di coperta sulla Dolphin e sulla Majestic, poi come quarto ufficiale a bordo dell'Oceanic.

### Titanic

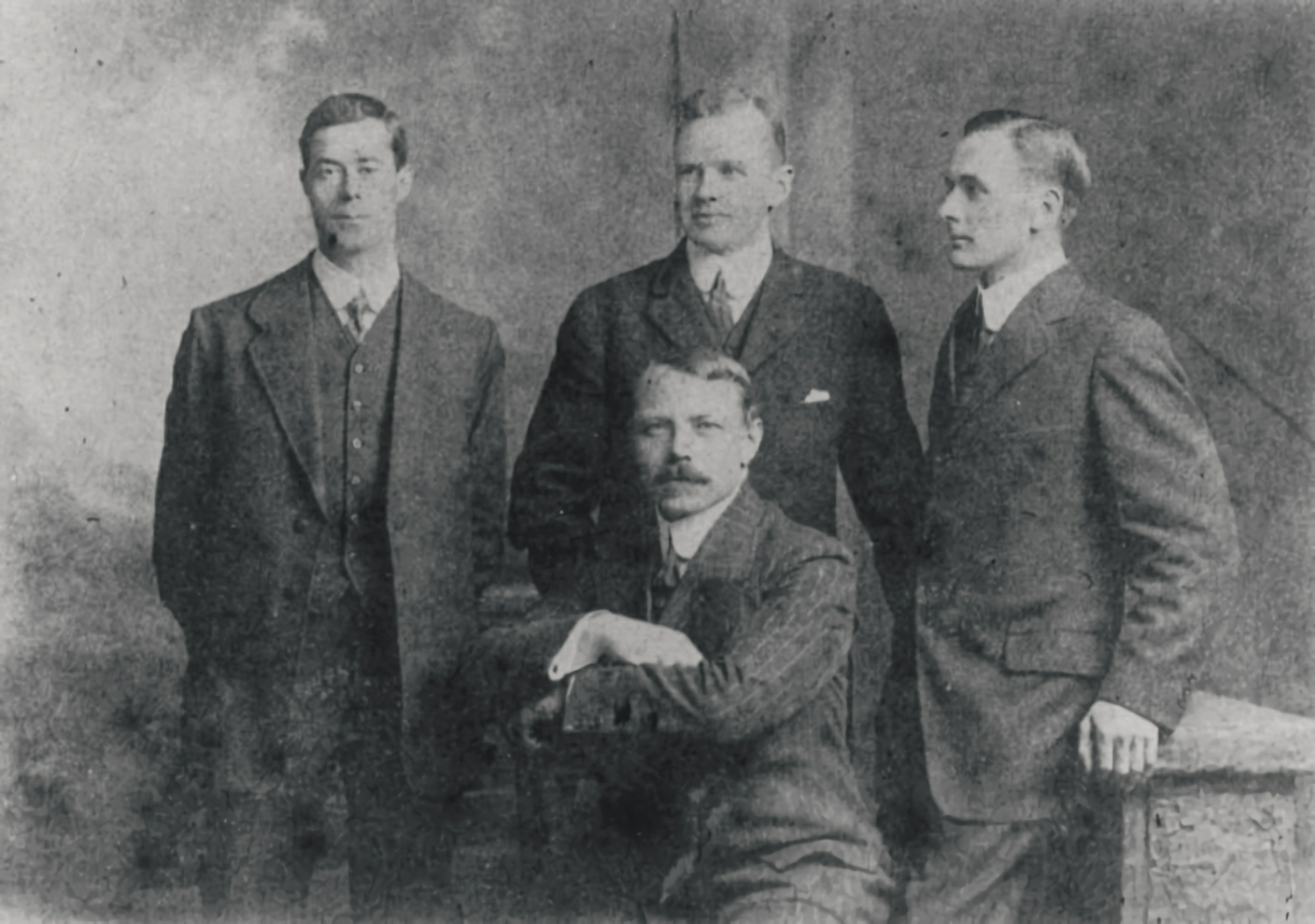
Gli ufficiali superstiti: Harold Lowe, Charles Lightoller, Joseph Boxhall. Seduto: Herbert Pitman.

Come gli altri ufficiali inferiori, Pitman ricevette un telegramma che lo informava di raggiungere gli uffici della White Star a Liverpool per le nove del mattino del 26 marzo 1912. Venne inviato a Belfast il giorno successivo e qui raggiunse William McMaster Murdoch sul Titanic. Il Titanic salpò da Southampton il 10 aprile; Pitman venne nominato terzo ufficiale di coperta sulla nave ed aiutò l'ufficiale Murdoch al posto di manovra di poppa nel controllare i cavi da ormeggio e le linee di tiro. Sempre sul Titanic, Pitman si occupò anche nell'osservare la bussola, supervisionare i ponti ed avvisare gli ufficiali superiori nel caso in cui si fosse presentato un qualsiasi inconveniente.
Al momento della collisione del Titanic contro l'iceberg, la sera del 14 aprile, Pitman era fuori servizio, addormentato nella sua cuccetta, ma riuscì comunque ad udire l'urto. Si vestì subito e raggiunse per primo il collega Boxhall, con il quale si accertò del danno allo scafo della nave ed insieme informarono i colleghi che stava imbarcando acqua dalla falla apertasi con la collisione. Pitman venne incaricato di abbordare le lance di salvataggio sul lato di dritta della nave; dopo aver ricevuto l'ordine di ammainarle, Murdoch ordinò a Pitman di salire a bordo della lancia n. 5. Prima di salire a bordo della lancia di salvataggio, Murdoch salutò Pitman stringendogli la mano e dicendogli: "Addio. Buona fortuna". Con questa frase, Pitman capì che per il Titanic non c'era più nulla da fare.
Dopo un'ora dalla messa in acqua, Pitman ed i superstiti presenti con lui si erano allontanati dalla nave di circa 400 metri; Pitman fu uno dei pochi a sostenere che il Titanic si inabissò senza spezzarsi. Quando la poppa della nave colò a picco, Pitman guardò l'orologio ed annunciò ai passeggeri le ore 2.20. Pitman e i sopravvissuti sentirono immediatamente le strazianti urla provenire dai passeggeri rimasti in acqua ed ebbe immediatamente l'idea di tornare indietro e salvare qualcuno, ma alcuni presenti sulla sua lancia si rifiutarono di eseguire tale ordine poiché temevano che avrebbero potuto essere assaliti per poi venir capovolti in acqua. Fu convinto e rinunciò al proposito, una decisione che lo perseguitò per il resto della sua vita.
Pitman fu salvato dalla Carpathia, con gli altri superstiti, arrivando al molo 54 di New York, il 18 aprile. A New York, rilasciò molte testimonianze al riguardo del naufragio. Lui ed i colleghi ufficiali superstiti vennero autorizzati a lasciare New York a bordo dell' Adriatic il 2 maggio. Dopo il ritorno in Inghilterra, rilasciò ancora alcune testimonianze.

### Ultimi anni
Pitman continuò a servire nella White Star Line sul RMS Oceanic e sulla gemella del Titanic, l'Olympic; passò poi dalla qualifica di ufficiale di coperta a quella di commissario di bordo. Nei primi anni '20, si trasferì alle compagnie di navigazione Shaw, Savill e Albion Company Ltd. e nel 1922 si sposò con Mildred "Mimi" Kalman, in Nuova Zelanda. Durante la Seconda guerra mondiale, servì sempre in qualità di commissario di bordo sul piroscafo Mataroa e nella primavera del 1946 andò in pensione, dopo oltre 50 anni in mare. Trascorse il resto della sua vita a Pitcombe, dove morì per un'emorragia subaracnoidea il 7 dicembre 1961, all'età di 84 anni. Oggi riposa nel cimitero parrocchiale di San Leonardo a Pitcombe, nel Somerset.
Nell'aprile 1998 vennero messi all'asta, dalla Sotheby's di Londra, diversi articoli appartenenti in passato proprio a Pitman.

## Filmografia
Finora, Herbert Pitman è stato ritratto:
- dall'attore Richard Hayward, nel film Titanic, latitudine 41 nord, del 1958.
- dall'attore Kevin De La Noy, nel film Titanic, del 1997.